# Gardeshī
Gardeshī (persiska: گردشی) är en ort i Iran.   Den ligger i provinsen Mazandaran, i den norra delen av landet, 170 km öster om huvudstaden Teheran. Gardeshī ligger 398 meter över havet och antalet invånare är 191.
Terrängen runt Gardeshī är huvudsakligen kuperad. Gardeshī ligger nere i en dal. Runt Gardeshī är det ganska tätbefolkat, med 111 invånare per kvadratkilometer. Närmaste större samhälle är Lājīm, 11,6 km sydväst om Gardeshī. I omgivningarna runt Gardeshī växer i huvudsak blandskog.